# Мила Павичевич
Мила Павичевич (на хърватски: Mila Pavićević) е хърватска поетеса, драматург и писателка на произведения в жанра лирика, драма и детска литература.

## Биография и творчество
Мила Павичевич е родена на 4 юли 1988 г. в Дубровник, Хърватия. Отраства и завършва гимназия в родния си град. Пише активно от ранна възраст.
Получава магистърска степен по пърформанс на драматургията от Академията за драматично изкуство в Загреб. След дипломирането си работи в институционалните театри в Загреб, а също и на сцената на свободна практика. Член е на Центъра за драматично изкуство и сътрудничи на списанието за сценични изкуства „Фракция“. Основна област на интереса ѝ е танцовата драматургия.
Получава магистърска степен по сравнителна литература, гръцки език и литература във Факултета по хуманитарни и социални науки на Загребския университет. В периода 2011 – 2013 г. е редактор на студентското списание за литература и културна теория „К“ към катедрата по „Сравнителна литература“. Преподава сравнителна литература и гръцки език в Загребския университет.
Нейни творби са публикувани в различни хърватски списания („Mogućnosti“, „Dubrovnik“, „Forum“, „Književna republika“, „Književna Rijeka“), а също и в чуждестранни. Първият ѝ поетичен сборник „XXX“ е издаден през 2002 г.
Получава няколко литературни награди за млади писатели. През 2003 г., по време на „Седмата поетична среща „Добро утро, море“ в Подстрана, получава новосъздадената награда за млади поети на издателство „Вукович“. През 2005 г. печели първа награда в литературния конкурс на „Matrix Croatica“. Удостоена е с „Наградата на град Дубровник“ през 2006 г.
От 2006 г. е член на Дружеството на хърватските писатели, а от 2007 г. член на „Matrix Croatica“.
През 2009 г. е издаден сборникът ѝ „Момиченце от късче лед и други приказки“. Той е съставен от 13 истории, чиито сюжети съчетават чудотворното и свръхестественото, преплетени с реалното, без да има очевидно разделяне или контраст между реалното и измисленото, между възможно и невъзможно. Книгата получава наградата за литература на Европейския съюз за 2009 г.

## Произведения

### Поезия
- XXX (2002)
- Moja siva (2003)
- Poludjele ovce (2004)
- Lovorenje (2005) – с Луко Палиетак
- Bliske duge zebnje (2006)
- Zamjenice (2009)

### Детска литература
- Djevojčica od leda i druge bajke (2009)
Девойчето от лед, изд. „Нов Златорог“ (2016), прев. Ганчо Савов
Момиченце от късче лед и други приказки, изд.: „Наука и изкуство“, София (2018), прев. Ася Тихинова-Йованович
съдържа: Момиченце от късче лед; Златната патица на Ханс; Републиката на мечтите; Блатоград; Бели; Златната сирена; Легенда за дървената маска; Как Нард стана щастлив; Как една дама се сдоби със сърце; Тъма; Приказка за човекоядеца; Приказка за джуджета; Баба Снежанка и седем малки кактуса

### Пиеси
- Nove drame (2013) – с Беатрика Курбел, Ана Грълич, Карла Крънцевич, сборник с пиеси на млади драматурзи написани по време на следването им в Академията за драматично изкуство